# Michael Yani
Micheal Yani (Singapore, 31 dicembre 1980) è un ex tennista singaporiano naturalizzato statunitense.
Professionista dal 2003, ha vinto alcuni tornei del circuito Challenger in singolare e doppio. Nel circuito maggiore ha disputato una semifinale in singolare al torneo di Newport. I suoi migliori ranking ATP sono stati il 143º in singolare e il 158º in doppio.

## Biografia

### Carriera
Dopo aver completato gli studi alla Duke University, nella cui squadra di tennis ha disputato i campionati universitari, nel 2004 comincia a dedicarsi più intensamente al circuito dei Futures. Nel 2006 accede come lucky loser al tabellone principale del Los Angeles Open e, al suo debutto nell'ATP Tour, viene subito eliminato da Lars Burgsmüller.
Dopo cinque vittorie nei tornei Futures, a cui si aggiungono altre sei finali, nel giugno 2008 si aggiudica i primi tornei di categoria Challenger allo Yuba City Racquet Club Challenger; sconfigge Sam Warburg nella finale di singolare e si impone anche nel torneo di doppio in coppia con Nicholas Monroe. Nel corso della stagione vince un altro torneo Challenger in doppio al Winnetka USTA Pro Tennis Championship.
Supera per la prima volta le qualificazioni nelle prove del Grande Slam al torneo di Wimbledon 2009 e subito dopo agli US Open 2009, e in entrambi i tornei esce al primo turno. Supera le qualificazioni anche all'Open di Francia 2010 e al primo turno viene sconfitto per 10-12 al quinto set da Lukáš Lacko.
Nel luglio 2011 supera le qualificazioni degli Hall of Fame Tennis Championships di Newport e ottiene la sua prima vittoria nel circuito maggiore sconfiggendo Dudi Sela in due set, in questo torneo si spinge fino alle semifinali sfruttando il ritiro di Tommy Haas e facendo valere la migliore classifica contro il giovane Denis Kudla nei quarti, prima di essere sconfitto da Olivier Rochus.
Nel luglio 2012 vince il suo ultimo torneo in carriera, e secondo Challenger in singolare, al torneo di Binghamton. Si ritira l'anno successivo dopo l'eliminazione al primo turno di qualificazione al torneo di Wimbledon 2013.

## Statistiche

### Tornei minori

#### Vittorie (7)
| Legenda tornei minori |
| Challengers (2)       |
| Futures (5)           |

| N. | Data           | Torneo                                       | Superficie  | Avversario in finale | Punteggio           |
| 1. | 4 luglio 2004  | USA F16, Chico                               | Cemento     | Mark Hlawaty         | 6(2)-7, 7-6(8), 6-4 |
| 2. | 5 giugno 2005  | Japan F5, Munakata                           | Cemento     | Gō Soeda             | 7-6(2), 7-6(6)      |
| 3. | 7 agosto 2005  | USA F20, Decatur                             | Cemento     | Sam Warburg          | 7-5, 6-4            |
| 4. | 25 giugno 2006 | USA F13, Woodland                            | Cemento     | Kevin Anderson       | 3-6, 6-4, 6-3       |
| 5. | 15 luglio 2007 | USA F17, Peoria                              | Terra rossa | Nick Lindahl         | 6(5)-7, 6-3, 6-2    |
| 6. | 9 giugno 2008  | Yuba City Racquet Club Challenger, Yuba City | Cemento     | Sam Warburg          | 7-6(5), 2-6, 6-3    |
| 7. | 22 luglio 2012 | Binghamton Challenger, Binghamton            | Cemento     | Fritz Wolmarans      | 6-4, 7-6(11)        |

#### Finali perse (7)
| Legenda tornei minori |
| Challengers (1)       |
| Futures (6)           |

| N. | Data             | Torneo                      | Superficie  | Avversario in finale | Punteggio        |
| 1. | 17 luglio 2005   | USA F17, Peoria             | Terra rossa | Cătălin-Ionuţ Gârd   | 3-6, 4-6         |
| 2. | 24 luglio 2005   | USA F18, Joplin             | Cemento     | Alexandre Simoni     | 7-6(4), 3-6, 5-7 |
| 3. | 4 settembre 2005 | Japan F9, Kashiwa           | Cemento     | Toshihide Matsui     | 7-6(4), 3-6, 5-7 |
| 4. | 12 agosto 2007   | USA F21, Milwaukee          | Cemento     | Matthew Ebden        | 6-3, 1-6, 5-7    |
| 5. | 9 marzo 2008     | Canada F1, Gatineau         | Cemento (i) | Erik Chvojka         | 4-6, 2-6         |
| 6. | 22 giugno 2008   | USA F13, Sacramento         | Cemento     | Ricardo Hocevar      | 4-6, 0-6         |
| 7. | 31 maggio 2009   | USTA LA Tennis Open, Carson | Cemento     | Michael Russell      | 1-6, 1-6         |